# 斯捷普 (塔拉拉伊夫卡區)
50°51′13″N 32°59′28″E / 50.85361°N 32.99111°E
斯捷普（烏克蘭語：Степ），是烏克蘭北部的村莊，隸屬切爾尼希夫州的普里盧基區。該村面積0.19平方公里，海拔高度177米，2001年人口21，人口密度每平方公里111.7人。